# Поедуги (Свердловская область)
Поедуги — деревня в Ачитском городском округе Свердловской области. Управляется Русско-Потамским сельским советом.

## География
Населённый пункт располагается на левом берегу реки Ут напротив села Русский Потам в 14 километрах на северо-восток от посёлка городского типа Ачит.

### Часовой пояс
Поедуги, как и вся Свердловская область, находится в часовой зоне МСК+2. Смещение применяемого времени относительно UTC составляет +5:00.

## Население
| 2002 | 2010 |
| ---- | ---- |
| 2    | →2   |